# 다크 (드라마)
《다크》(영어: Dark)는 넷플릭스에서 2017년 12월부터 2020년 6월 27일까지 독일의 SF, 스릴러 드라마이다. 넷플릭스 최초 독일어 오리지널 시리즈 작품이다.

## 같이 보기
- 암흑물질
- 녹옥판
- 할아버지 역설
- 힉스 보손
- 슈뢰딩거의 고양이
- 자기실현적 예언